# 七つ道具
七つ道具（ななつどうぐ）とは、七種の道具のこと。また一組にして携行する小道具のこと。
何かを行う上で必須だと考えられたり好都合だと考えられている一組（ワンセット）の道具群のことである。もともとはもっぱら物質的な道具についてこの表現が用いられていたが、現代では手法、思考法（考え方、発想法）、ソフトウェア等についてもこの表現を用いることがある。

## 七つ道具の例
- 武士の七つ道具 - 具足・刀・太刀・矢・弓・母衣・兜[2][3]。
- 弁慶の七つ道具 - 鉄熊手、大槌、大鋸、まさかり、つく棒、さすまた、そでがらめ[4]。
- 大名行列の七つ道具 - 槍・薙刀・台笠・馬印・挟箱・立傘・大鳥毛[5][6][7]。
- 選挙の七つ道具 - 選挙事務所標札、拡声機表示板、自動車・船舶表示板、街頭演説用標記旗（幟の形をしている）・腕章、個人演説会用立札、乗車・乗船用腕章[8]。これらは選挙管理委員会から無料で交付される[8]。
- サッカー審判の七つ道具 - 時計・笛・コイン・ペン・イエローカード・レッドカード・ルールブック。[要出典]
- あんこう鍋の七つ道具 - 肉、皮、胃、肝臓、卵巣、鰓、鰭[9]。
- QC七つ道具 - 品質管理の数値データの分析手法[10]。このほか新QC七つ道具、商品企画七つ道具、戦略立案七つ道具などがある[10]。QC七つ道具参照。
  - QC七つ道具 - グラフ、ヒストグラム、管理図、チェックシート、パレート図、特性要因図、散布図[11]。
  - 新QC七つ道具 - 連関図法、親和図法、系統図法、マトリックス図、マトリックス･データ解析法、PDPC法、アロー･ダイアグラム法[12]